# Șinca Nouă, Brașov
Șinca Nouă este satul de reședință al comunei cu același nume din județul Brașov, Transilvania, România.
Localitatea a primit indicatorul de sat european pentru ridicarea unei biserici, introducerea telefoniei mobile, a unei rețele de distribuție a gazului metan, reabilitarea căminului cultural și pentru înfrățireacu o comună din Germania.
În cadrul planului de dezvoltare durabilă a județului Brașov, localitatea Șinca Nouă face parte din Microregiunea Dumbrava Narciselor, alături de comunele Comăna, Părău, Șercaia, Șinca și Mândra, scopul fiind promovarea regiunii și dezvoltarea de proiecte comune.

## Monumente istorice
Biserica de lemn din Șinca Nouă, cunoscută de localnici ca biserica din deal a fost construită în anul 1761.
Biserica se află pe noua listă a monumentelor istorice sub codul LMI:BV-II-m-A-11825.

## Localități înfrățite
- Wulkow, Saxonia-Anhalt, Germania